# 세포 외 고분자 물질

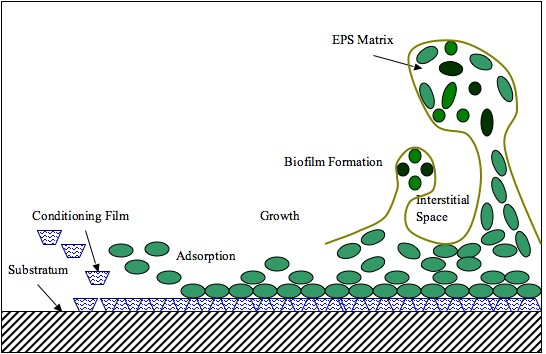
생물막에서 세포외 고분자물질 형성

세포 외 고분자 물질(細胞外高分子物質, 영어: extracellular polymeric substance, EPS)은 미생물이 환경으로 분비하는 고분자이다. EPS는 미생물막의 기능적 및 구조적 무결성을 설정하고, 물리화학적 특성을 결정하는 기본 구성 요소로 간주된다.
EPS는 대부분 다당류(exopolysaccharides)와 단백질로 구성되어 있지만, DNA, 지질, 휴믹 물질과 같은 다른 거대분자도 포함한다. EPS는 박테리아 정착의 구성 물질이며 세포의 외부 표면에 부착된 상태로 유지되거나 성장 배지로 분비된다. 이러한 화합물은 생물막 형성 및 세포의 표면 부착에 중요하다. EPS는 생물막 전체 유기물의 50~90%를 구성한다.
세포 외 다당류(영어: exopolysaccharide, EPS, EPS 당)는 EPS의 당 기반 부분이다. 미생물은 세포내 다당류, 구조적 다당류 및 세포외 다당류 또는 엑소다당류를 비롯한 광범위한 다기능 다당류를 합성한다. EPS는 일반적으로 모노사카라이드 및 일부 비 탄수화물 치환체(예: 아세테이트, 피루베이트, 숙시네이트, 포스페이트 등)로 구성된다. 이러한 조성의 다양성으로 인해 EPS는 다양한 식품 및 제약 산업에서 다양한 용도를 발견했다. 이러한 미생물의 EPS당의 성분이 고무와 유사하기에 전통적으로 사용되는 식물 및 조류 고무를 미생물로 대체하려는 노력이 진행 중이다. 특히 산업적 응용성을 가지는 새로운 미생물 EPS 당을 발견하고 개발하는데 상당한 진전이 있었다. Pantoea aglomerans ZMR7에 의해 생산된 레반은 처리되지 않은 암세포에 비해 횡문근육종 및 유방암 세포의 생존력을 감소시키는 것으로 보고되었다. 또한, Leishmania tropica의 promastigote에 대해 높은 구충 활성을 가지고 있다.

## 기능
캡슐형 EPS는 건조 및 포식으로부터 병원성 박테리아를 보호하고 병원성에 기여할 수 있다. 생물막에 고정되고 응집된 고착 박테리아는 EPS 층이 보호 확산 장벽으로 작용할 수 있기 때문에 표류 플랑크톤 박테리아에 비해 덜 취약하다. 박테리아 세포의 물리적 및 화학적 특성은 자연 환경에서 세포 인식, 응집 및 접착과 같은 요인에 영향을 미치는 EPS 구성에 의해 영향을 받을 수 있다. 또한 EPS 층은 영양 트랩 역할을 하여 박테리아 성장을 촉진한다.
일부 유산균 균주의 EPS, 예를 들어 Lactococcus lactis subsp. cremoris는 발효유 제품(예: 빌리)에 젤라틴 같은 식감을 제공하며 이러한 다당류도 소화 가능하다. EPS의 산업적 사용의 예는 베이커리 산업의 파네톤 및 기타 빵에 덱스트란을 적용하는 것이다.
표면에 부착된 EPS의 생성은 생물막의 형성을 야기한다. 가혹한 환경에서 미생물 군집을 보호할 뿐만 아니라 조성 지원은 EPS를 손상시키는 매트릭스의 주요 역할이다. EPS가 풍부한 생물막의 문제 중 하나는 미생물 축적, 계간 상호 작용, 항균 내성, 생물막 독성 및 결과적으로 임플란트 주변 조직 손상에 기여하는 임플란트 표면의 형성에 관한 것이다. 1960년대와 1970년대에는 충치와 관련된 플라크에 EPS가 존재한다는 사실이 밝혀졌다. 고미생물학 분야에서 치과용 생물막과 EPS 구성 요소는과학자들에게 고대 미생물 및 숙주 생체 분자의 구성과 식단에 대한 정보를 제공한다. EPS의 미네랄은 박테리아(Bacillus subtilis 및 Mycobacterium 종)의 형태 형성, 기질의 구조적 완전성에 기여하는 것으로 밝혀졌으며 또한 Proteus mirabilis의 생물막에서 카테터 외피를 유발하는 Pseudomonas aeruginosa에 의해 생성된 방해석, 칼슘 및 마그네슘과 같은 의학적 상태와 관련이 있다. Proteus vulgaris 및 Providencia rettgeri, B. subtilis 및 Mycobacterium smegmatis 생물막의 기질에는 CaCO3가 존재한다.

### 생태학
EPS는 공생 관계를 매개하는 식물 뿌리와 토양 입자에 질소 고정 박테리아의 부착을 촉진할 수 있다. 이것은 토양 먹이 그물과 생태계의 영양 순환의 핵심 구성 요소인 뿌리와 근권의 콜로니 형성에 중요하다. 그것은 또한 숙주 식물의 침입과 감염을 허용하는 셈이다.
박테리아 세포외 고분자물질은 다른 용해 물질 중에서 금속 양이온을 흡착할 수 있는 능력을 가지고 있기 때문에 중금속의 생물학적 정화에 도움이 될 수 있다. 이것은 생물막이 구리, 납, 니켈, 카드뮴과 같은 금속에 결합하고 제거할 수 있기 때문에 폐수 시스템의 처리에 유용할 수 있다. EPS의 결합 친화도 및 금속 특이성은 폴리머 조성뿐만 아니라 농도, pH와 같은 요인에 따라 다르다.
지구미생물학적 맥락에서 EPS는 광물, 특히 탄산염의 침전에 영향을 미치는 것으로 관찰되었다. EPS는 또한 생물막 현탁액의 입자에 결합하고 포획하여 분산 및 요소 순환을 제한할 수 있다. EPS는 퇴적물의 응집력, 투과성, 침식에 영향을 미치므로 퇴적물의 안정성을 높일 수 있다. EPS의 접착력과 금속 결합 능력이 환경 및 산업적 맥락에서 광물 침출 속도에 영향을 미친다는 증거가 있다. EPS와 비생물적 환경 사이의 이러한 상호작용은 EPS가 생물지구화학적 순환에 큰 영향을 미칠 수 있도록 한다.
토양에 서식하는 예쁜꼬마선충과 같은 선형동물과 박테리아의 생물막 사이의 포식자-먹이 상호작용은 광범위하게 연구되었다. 또 다른 예시로, 페스트균 생물막은 끈적끈적한 기질의 생성과 응집체의 형성을 통해 C. elegans의 입을 막아 섭식을 방지할 수 있다. 더욱이, 녹농균 생물막은 '늪지 표현형(quagmire phenotype)'이라고 하는 C. elegans의 미끄러지는 운동성을 방해할 수 있으며, 결과적으로 생물막 내에 C. elegans가 갇히고 감수성 생물막을 섭식하는 선충류의 탐사를 방지할 수 있다. 이것은 포식자의 먹이 및 번식 능력을 현저히 감소시켜 생물막의 생존을 촉진했다.

### 새로운 산업 사용
기존 폐기물 제거 방법에 대한 보다 효율적이고 환경 친화적인 대안을 찾아야 하는 필요성이 커짐에 따라 산업계에서는 생물적 환경정화에서 사용하기 위해 박테리아와 EPS 당의 기능에 더 많은 관심을 기울이고 있다.
연구자들은 남조류의 EPS 당을 폐수에 첨가하면 구리, 카드뮴 및 납과 같은 중금속이 제거된다는 사실을 발견했다. EPS 당은 이러한 중금속과 물리적으로 상호작용하여 생체 흡수를 통해 흡수할 수 있다. EPS 당을 폐수에 추가하기 전에 다른 산 또는 염기로 처리하여 제거 효율을 최적화할 수 있다. 일부 오염된 토양에는 박테리아 Zoogloea sp.의 EPS 안 높은 수준의 다환 방향족 탄화수소(PAH)가 포함되어 있다. 그리고 니제르는 이러한 독성 화합물을 제거하는 데 효과적이다. EPS에는 PAH를 분해할 수 있는 산화환원효소 및 가수분해 효소와 같은 효소가 포함되어 있다. PAH 분해량은 토양에 첨가된 EPS의 농도에 따라 다르다. 이 방법은 비용이 적게 들고 매우 효율적이다.
최근 몇 년 동안 해양 박테리아의 EPS 당이 기름 유출의 정화 속도를 높이는 것으로 밝혀졌다. 2010년 기름 유출 사고 당시 EPS를 생성하는 박테리아는 빠르게 성장하고 증식할 수 있었다. 나중에 EPS 당이 기름을 녹이고 바다 표면에 기름 덩어리를 형성하여 청소과정을 가속화한다는 것이 밝혀졌다. 이러한 오일 집합체는 또한 다른 해양 미생물 군집에 귀중한 영양소 공급원을 제공했다. 이를 통해과학자들은 기름 유출을 정화하기 위해 EPS 당의 사용을 수정하고 최적화할 수 있다.

## 세포외 고분자물질 목록

Sinorhizobium meliloti의 석시노글리칸

- acetan (Acetobacter xylinum)
- alginate (Azotobacter vinelandii)
- cellulose (Acetobacter xylinum)
- chitosan (Mucorales spp.)
- curdlan (Alcaligenes faecalis var. myxogenes)
- cyclosophorans (Agrobacterium spp., Rhizobium spp. and Xanthomonas spp.)
- dextran (Leuconostoc mesenteroides, Leuconostoc dextranicum and Lactobacillus hilgardii)
- emulsan (Acinetobacter calcoaceticus)
- galactoglucopolysaccharides (Achromobacter spp., Agrobacterium radiobacter, Pseudomonas marginalis, Rhizobium spp. and Zooglea' spp.)
- galactosaminogalactan (Aspergillus spp.)
- gellan (Aureomonas elodea and Sphingomonas paucimobilis)
- glucuronan (Sinorhizobium meliloti)
- N-acetylglucosamine (Staphylococcus epidermidis)
- N-acetyl-heparosan (Escherichia coli)
- hyaluronic acid (Streptococcus equi)
- indican (Beijerinckia indica)
- kefiran (Lactobacillus hilgardii)
- lentinan (Lentinus elodes)
- levan (Alcaligenes viscosus, Zymomonas mobilis, Bacillus subtilis)
- pullulan (Aureobasidium pullulans)
- scleroglucan (Sclerotium rolfsii, Sclerotium delfinii and Sclerotium glucanicum)
- schizophyllan (Schizophylum commune)
- stewartan (Pantoea stewartii subsp. stewartii)
- succinoglycan (Alcaligenes faecalis var. myxogenes, Sinorhizobium meliloti)
- xanthan (Xanthomonas campestris)
- welan (Alcaligenes spp.)

## 표적 생물막에 대한 새로운 접근 방식
나노입자의 적용은 높은 표면적 대 부피 비율, 생물막의 더 깊은 층으로 침투하는 능력 및 제어된 방식으로 항균제를 방출하는 능력으로 인해 생물막을 표적화하는 방법에 대해 새로운 방법을 만들었다. NP-EPS 상호작용을 연구하면 보다 효과적인 NP를 개발하기 위한 더 깊은 이해를 제공할 수 있다. 항균제를 생물막으로 수송하기 위한 NP의 잠재력을 변경하는 몇 가지 요인에는 NP와 EPS 성분의 물리화학적 상호작용, EPS 매트릭스 내의 물 공간(기공) 및 EPS 매트릭스 점도의 특성이 포함된다. NP의 크기와 표면 특성(전하 및 작용기)은 각각 EPS의 침투 및 상호 작용의 주요 결정 요인이다.

## 미세조류 생물막의 EPS
EPS는 미세조류 세포가 스스로를 감싸고 있는 미세조류 생물막에도 존재한다. 생물막의 형성은 표면에 부유물을 가역적으로 흡수하는 것으로 시작하여 EPS가 생성되면서 비가역적으로 흡착시킨다. EPS는 수소 결합으로 표면에서 세포를 콜로니화한다. 초기의 복제는 표면에 유기 분자가 존재함으로써 촉진될 것이다. 콜로니가 번식하면서 생물막이 성장하여 3차원 구조가 된다.
미세조류 생물막은 90%의 EPS와 10%의 미세조류 세포로 구성된다. 미세조류 EPS는 박테리아와 유사한 구성 요소를 가지고 있다. 이는 단백질, 인지질, 다당류, 핵산, 우론산, 인산, 카르복실기, 수산기, 아미노기 등에 대한 일부 작용기로 구성된다. 미세조류 세포는 EPS를 에너지 및 탄소 공급원으로 소비한다. 또한 EPS는 탈수로부터 세포를 보호하고 표면 세포의 접착력을 강화한다.
미세조류의 EPS에는 두 가지 하위 범주가 있다. 가용 EPS(sEPS)와 결합 EPS(bEPS)이며 전자는 배지에 분포하고 후자는 미세조류 세포에 부착된다. 또한 bEPS는 TB-EPS(Tightly Bounded EPS)와 LB-EPS(Loosely bounded EPS)로 더 세분화될 수 있다. 이와 같은 분류는 종, 기질 유형, 영양소 가용성, 온도, pH, 광도를 비롯한 여러 요인을 기준으로 나누어지고, 이들이 EPS의 구성에 기여한다.

## 같이 보기
- 세포외기질
- 미생물막